# Samuel von Pufendorf

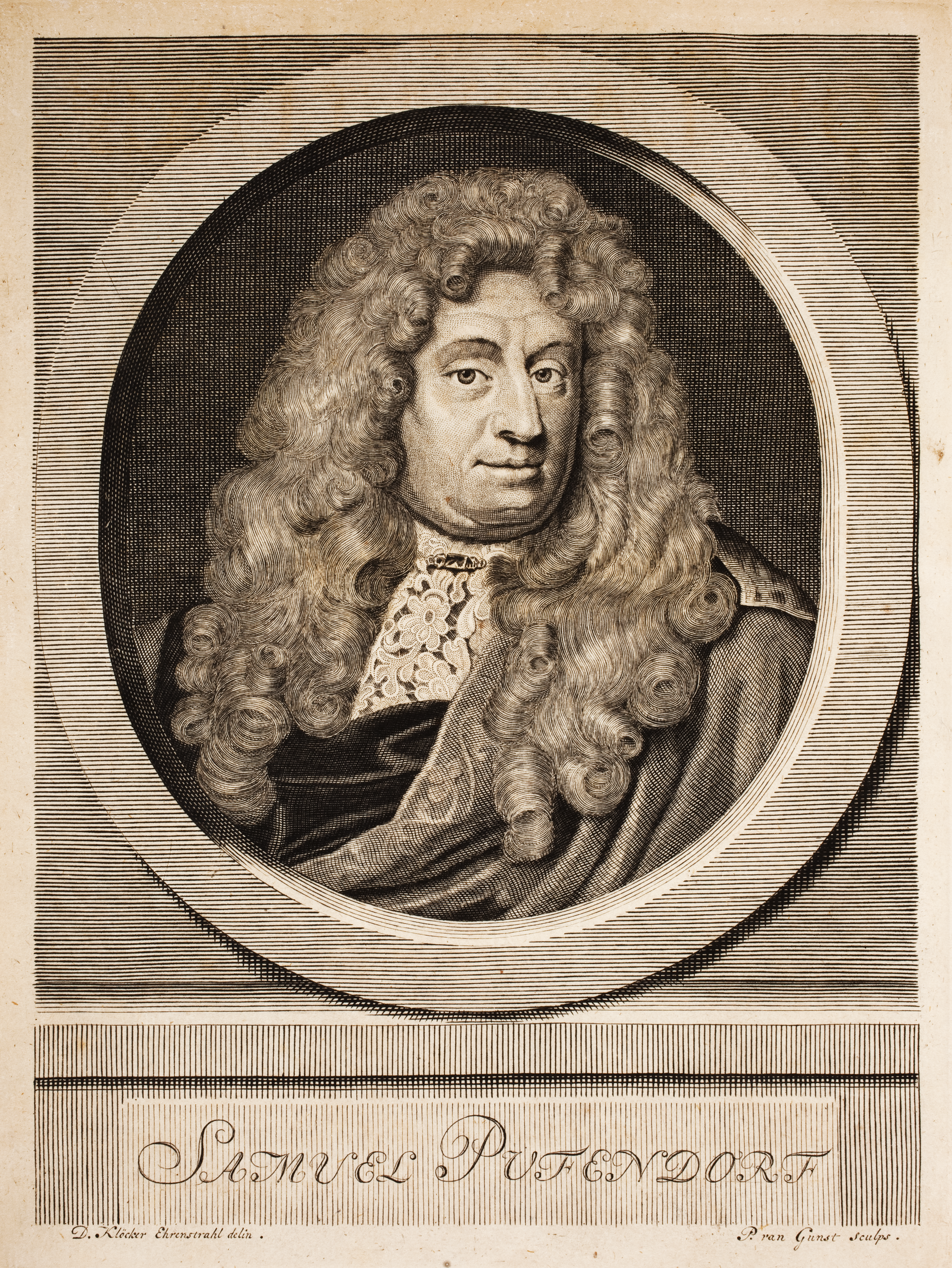
Samuel von Pufendorf, Kupferstich von Pieter van Gunst nach einem Gemälde von David Klöcker Ehrenstrahl
S. von Pufendorfs Unterschrift:

Samuel von Pufendorf: Introduction à l’histoire générale et politique de l’univers

Samuel Pufendorf, ab 1694 Freiherr von Pufendorf (* 8. Januar 1632 in Dorfchemnitz, Amt Stollberg; † 26. Oktober 1694 in Berlin), war ein deutscher Naturrechtsphilosoph, Rechtshistoriker sowie Staats- und Völkerrechtler am Beginn des Zeitalters der Aufklärung. Durch seine Pflichtenlehre, die das Wesen und den Inhalt des Naturrechts nicht von der göttlichen Offenbarung, sondern von empirisch durch die Vernunft erfassbaren Veranlagungen des Menschen her denkt, gilt er als Begründer der Vernunftrechtslehre.
Seine Hauptwerke zur Pflichtenlehre sind De iure naturae et gentium libri octo, erschienen 1672 und De officio hominis et civis iuxta legem naturalem libri duo, erschienen im Folgejahr 1673. Sein staatsrechtliches Werk De statu imperii Germanici, anonym erschienen 1667, gilt als wichtigster Beitrag zur frühneuzeitlichen Reichspublizistik.

## Leben

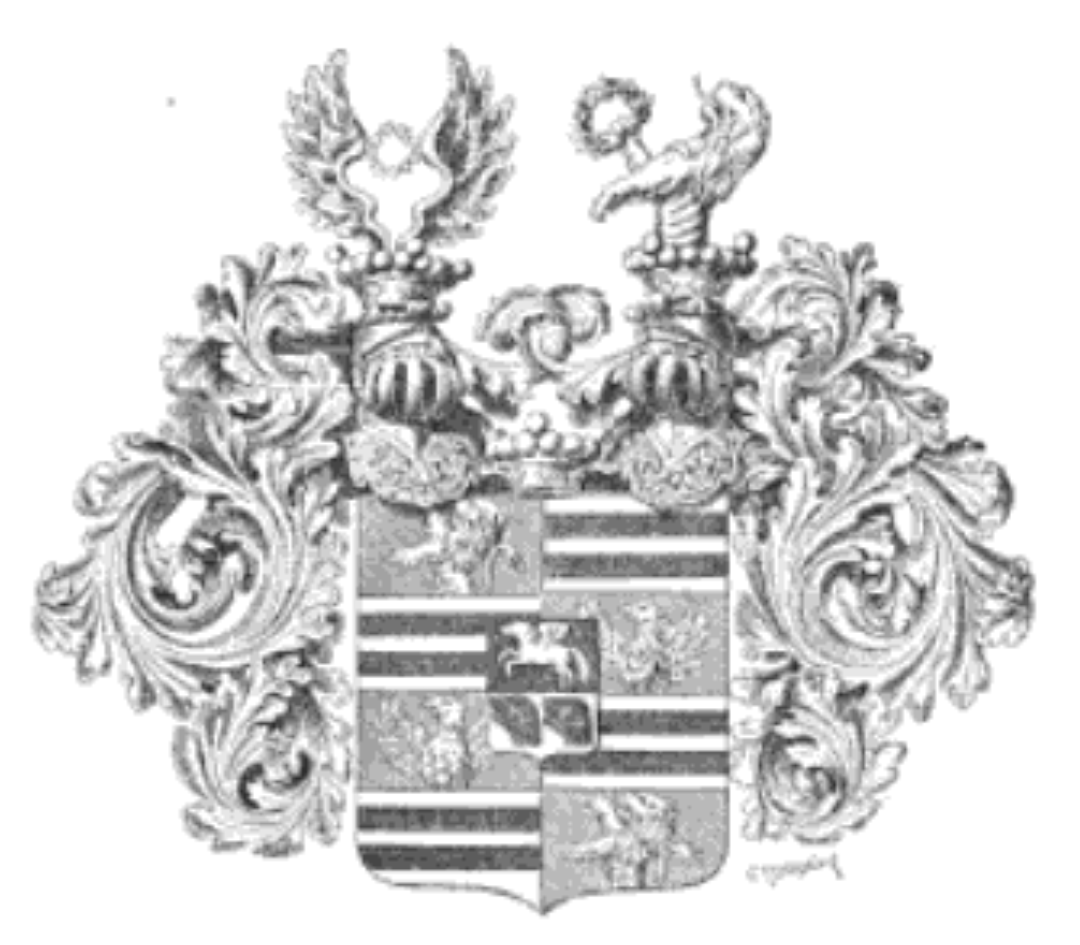
Freiherrenwappen, 1694

Samuel Pufendorf wurde als fünftes von acht Kindern des lutherischen Pfarrers Esaias Elias Pufendörfer und dessen Ehefrau Margarete, Tochter des Dippoldiswalder Tuchscherers Thomas Hickmann, in Dorfchemnitz bei Stollberg im sächsischen Erzgebirge geboren. Seine Brüder waren Jeremias Pufendorf und der Diplomat Esaias von Pufendorf.
Seine Kinderjahre verbrachte Pufendorf in Flöha. Hier hatte sein Vater seit 1634 die Pfarrersstelle inne. Mit der finanziellen Unterstützung eines Freundes der Familie besuchte er wie zuvor seine beiden älteren Brüder ab 1645 die Fürstenschule Grimma. Ausbildungsschwerpunkte waren Grammatik, Logik, Rhetorik und Religion. Pufendorf widmete sich darüber hinaus dem Studium der griechischen und römischen Antike. 1650 schloss er die Schule als Primus des Jahres ab.
Im selben Jahr nahm er auf Wunsch seines inzwischen verstorbenen Vaters an der Universität Leipzig ein Studium der Theologie auf. Nach kurzer Zeit wechselte er jedoch zur Rechtswissenschaft. Den Ausschlag hierfür gab das starre Festhalten der Theologieprofessoren an den verbindlich fixierten Lehrmeinungen der Konkordienformel. Im Gegensatz dazu war Pufendorf eher den kritisch-konstruktiven Lehren von René Descartes und Galileo Galilei zugetan. Ergänzend nahm er das Studium der Naturphilosophie, Finanz-, Wirtschafts- und Verwaltungslehre (Kameralistik) sowie der Geschichte und Staatswissenschaft auf. 1656 ging Pufendorf an die Universität Jena, wo er hauptsächlich durch Erhard Weigel beeinflusst wurde. In Jena widmete er sich u. a. den Werken von René Descartes, Hugo Grotius und Thomas Hobbes, die sein späteres Wirken beeinflussen sollten. 1658 beendete Pufendorf das Studium mit dem akademischen Grad eines Magisters.
Durch Vermittlung seines Bruders Esaias bekam Pufendorf eine Stelle als Hauslehrer beim schwedischen Gesandten Peter Julius Coyet in Kopenhagen. Er verließ Sachsen, das er nie wieder betrat. Bald nach der Ankunft in Kopenhagen geriet er im Schwedisch-Dänischen Krieg in achtmonatige Gefangenschaft. 1660 folgte er dem schwedischen Gesandten nach Den Haag, wo er seine Schrift Grundlagen einer allgemeinen Rechtslehre veröffentlichte, einen Beitrag zur damals schwelenden naturrechtstheoretischen Diskussion. Pufendorf ging von einem rein weltlichen Rechtsgedanken aus und verstand das Naturrecht als Erfahrungswissenschaft. In den Niederlanden machte Pufendorf die Bekanntschaft von Baruch Spinoza.
1661 berief ihn der pfälzische Kurfürst Karl Ludwig an die Universität Heidelberg, wo er am für ihn neu eingerichteten Lehrstuhl Natur- und Völkerrecht lehrte. Dort erregte er mit seiner scharfen Kritik an der Reichsverfassung den Unwillen seiner Kollegen und ging deshalb 1668 an die Universität Lund in Schweden, wo er eine Professur für Praktische Philosophie erhielt. 1670 amtierte er als Rektor der Universität. 1672 erschien sein lateinisch verfasstes Hauptwerk De jure naturae et gentium libri octo, das 1711 in deutscher Übersetzung unter dem Titel Acht Bücher von Natur und Völkerrecht veröffentlicht wurde. 1677 verließ Pufendorf die Universität und wechselte nach Stockholm. Der schwedische König Karl XI. ernannte ihn zum Hofhistoriographen, zum Geheimen Rat und zum Staatssekretär. Der Lutheraner Pufendorf sprach sich für religiöse Toleranz sowie für die wissenschaftliche Trennung von Theologie und Philosophie aus, was ihm zunehmende Anfeindungen einbrachte. Obwohl der schwedische König Pufendorf gerne an seinem Hof gehalten hätte, wechselte Pufendorf 1688 nach Berlin an den brandenburgischen Hof, ebenfalls als Hofhistoriograph und Geheimer Rat. Dahinter stand neben materiellen Anreizen vor allem die Motivation, gegen das erstarkende Frankreich in den öffentlichen Diskurs einzugreifen.
1684 wurde er von Karl XI. von Schweden in den Schwedischen Adelsstand gehoben, 1694 in den Freiherrenstand.
Samuel von Pufendorf starb im Alter von 62 Jahren in Berlin und wurde nahe dem Altar der Nikolaikirche beigesetzt.
Pufendorf vermählte sich 1665 mit Catharina Elisabeth, geborener von Palthen (1630–1713), Witwe des Heidelberger Professors Ludwig Heidegger (Hedinger). Mit ihr hatte er zwei Töchter:
- Magdalene (* 1666), ⚭ Achatius von Bülow auf Schraplau
- Emerentia (* 1668), ⚭ 1698 Karl Konstantin von Schnitter (1657–1721), preußischer Ingenieur-Obrist und Festungskommandant

Ein Großneffe von Samuel von Pufendorf ist der Jurist und Universalgelehrte Friedrich Esaias Pufendorf.

## Wirken

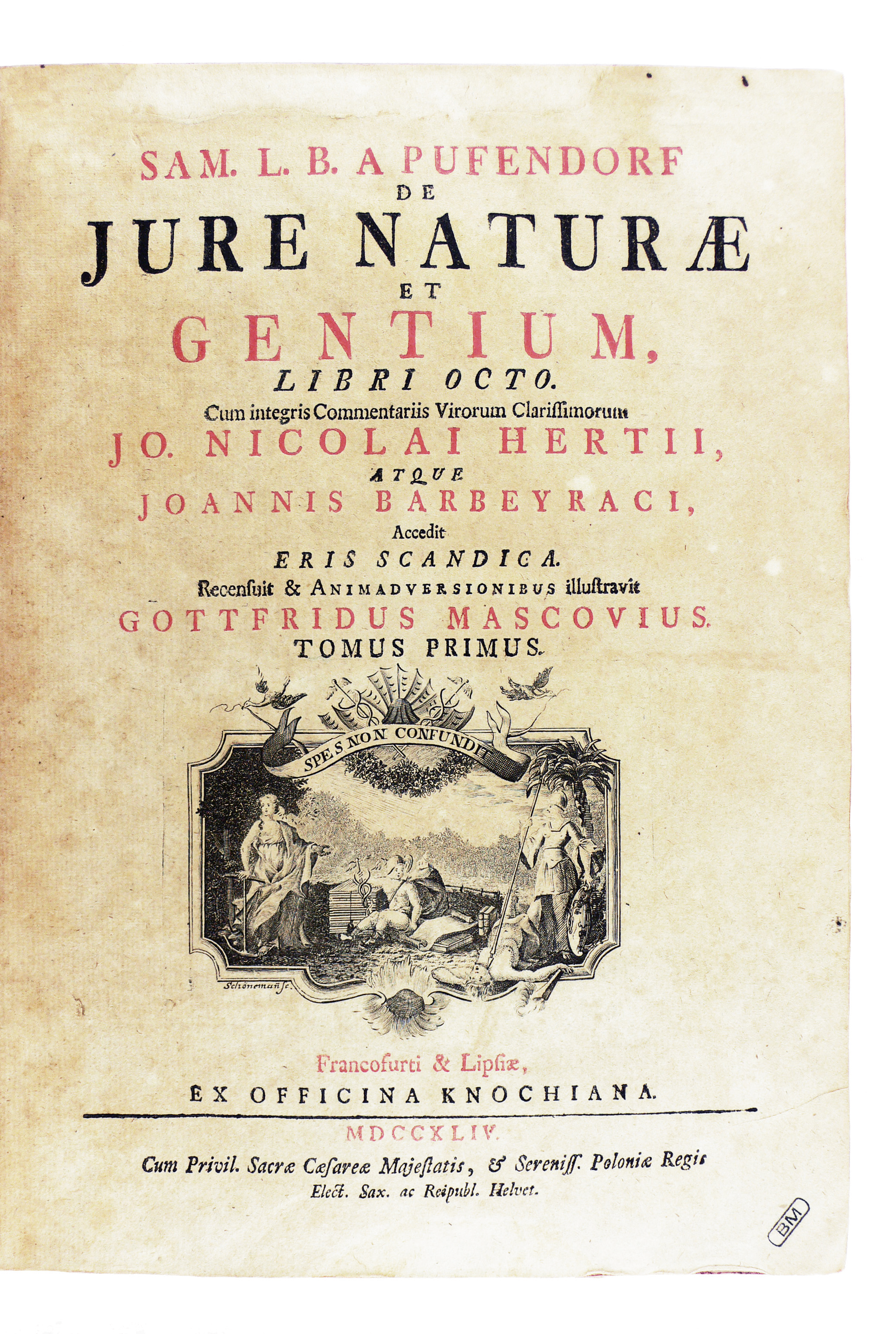
De jure naturae et gentium, 1744

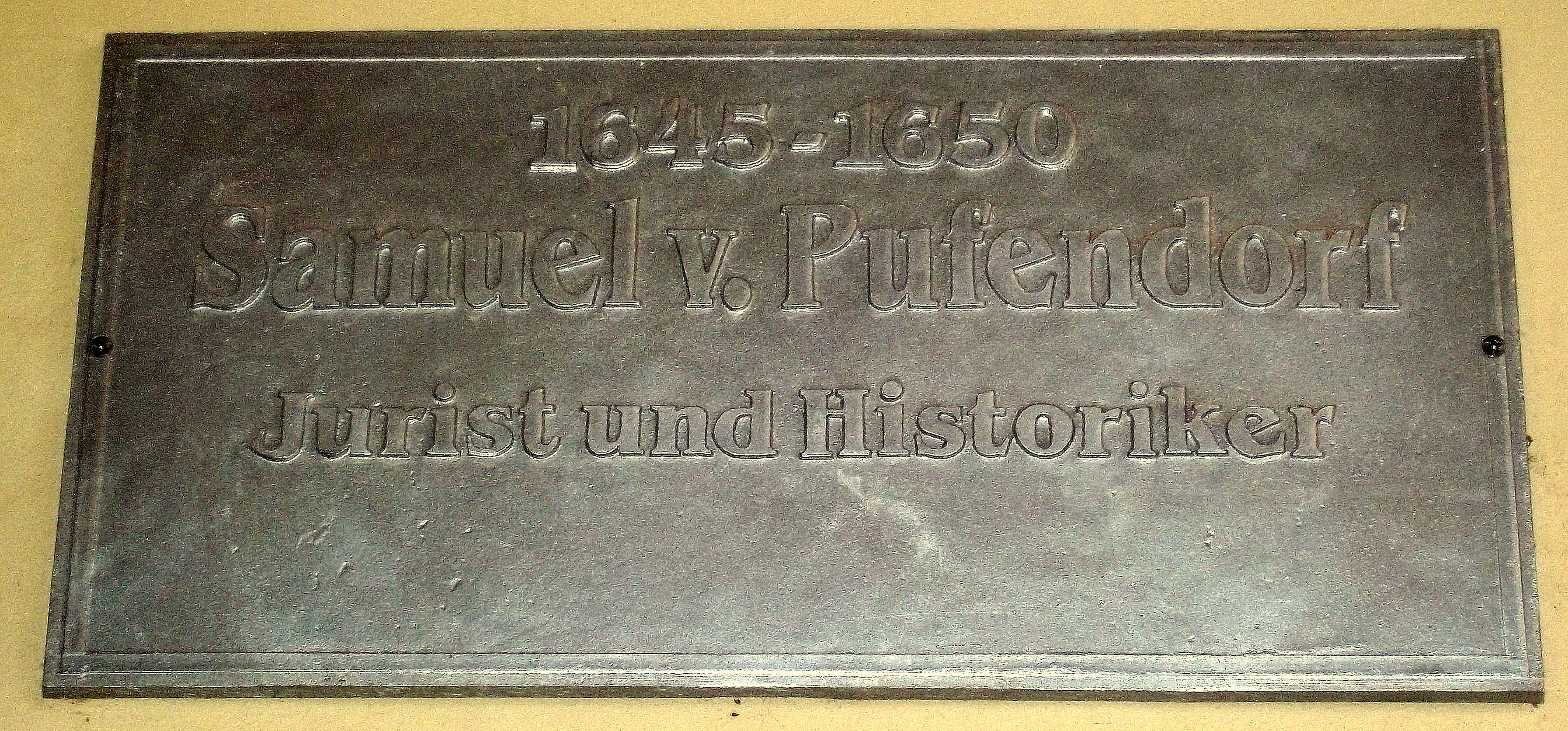
Ehrentafel für Samuel von Pufendorf im Gymnasium St. Augustin Grimma (im Durchgang des Hauptportals)

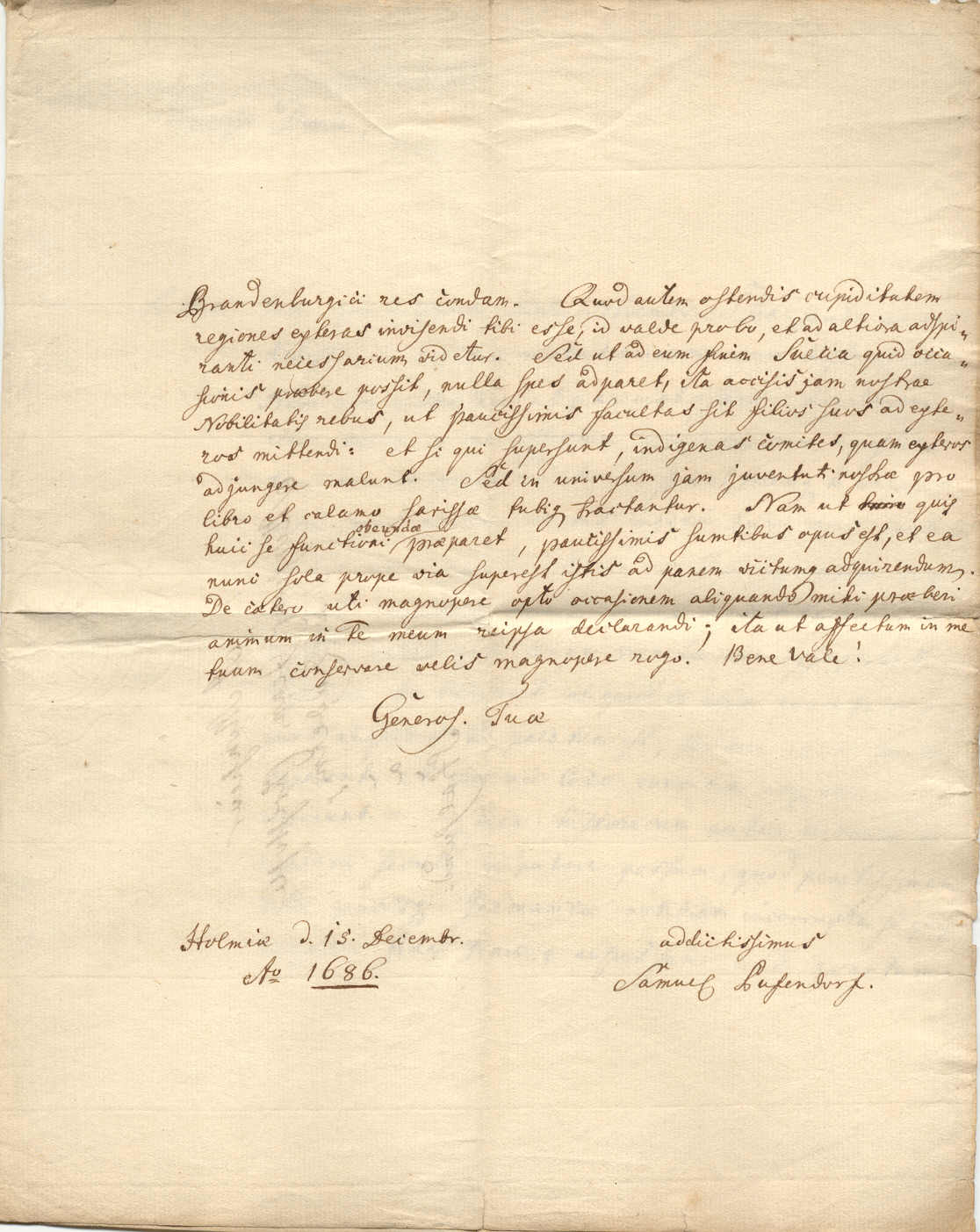
Aus einem Brief von Samuel Pufendorf aus Stockholm an einen Jean Christofle in Stralsund, 15. Dezember 1686

Mit seiner Rechtsauffassung eines säkularen Naturrechts (Vernunftrechts) und der Befürwortung eines einheitlichen Völkerrechts nahm Pufendorf maßgeblichen Einfluss auf die deutsche, aber auch europäische Rechts- und Staatsphilosophie im 18. und 19. Jahrhundert und wurde zu einem der Wegbereiter der Aufklärung. Jedoch stimmte für ihn das Naturrecht mit der christlichen Offenbarung überein, da beide ihren Ursprung in Gott haben. Unter calvinistischen Herrschern bewährte sich Pufendorf als treuer Lutheraner. Er war noch kein Aufklärer. Sein Rationalismus bejahte eine ‚praktische, von Erfahrung geleitete Sozialvernunft‘, die unter Betonung der „natürlichen Gleichheit der Menschen den Gedanken der Humanität und der Menschenrechte den Weg bereitete“ und für Toleranz plädierte. Das Naturrecht, das seinem Wesen nach inhaltlich unbestimmt ist, ist bei Pufendorf ähnlich wie bei seinem Zeitgenossen John Locke nur scheinbar säkularer Art, da es durch seine Gleichsetzung mit der christlichen Offenbarung durch die ethischen und rechtlichen Grundüberzeugungen der Bibel, wie sie vor allem im Dekalog (10 Gebote; 2 Mos 20 ) und Jesu Liebesgebot (Matthäus 5,44 ) zum Ausdruck kommen, inhaltlich definiert wird. Da seine Schriften zusammen mit denen Lockes in den englischen Kolonien Nordamerikas großes Gehör fanden, wurde Pufendorf zu einem der Vordenker der amerikanischen Revolution und der Unabhängigkeitserklärung der Vereinigten Staaten.
Darüber hinaus leistete Pufendorf eine naturrechtliche Systematisierung der frühneuzeitlichen Rechtsverhältnisse. Er leitete die Staatenbildung aus der natürlichen Geselligkeit und der Bedürftigkeit des Menschen ab, den Unterschied zwischen Recht und Unrecht zu erkennen. Damit setzte er sich in Widerspruch zur bisherigen Staatstheorie, die das Recht auf göttliche Gesetze zurückführte. Um eine Trennung von Glauben und vernunftrechtsorientierten Rechtsverhältnissen vollziehen zu können, wies Pufendorf das „Reich Gottes“, die Offenbarung, aus dem Bereich der „natürlichen Vernunft“ aus und umgekehrt wies er die Gegenstände vernünftiger Erkenntnis aus dem Bereich des Glaubens aus. Darüber hinaus führte Pufendorf den Begriff der Würde (dignatio) des Menschen ein, eine Fundamentalnorm (Grundwert), die später in zahlreichen Verfassungen eine zentrale Bedeutung erlangen sollte.
Pufendorfs System der Trennung des Glaubens von der natürlichen Vernunft erforderte die Emanzipation einer von kirchlichen Glaubenssätzen entkleideten, insbesondere unabhängigen (autonomen) Sozialethik. Den Grundstein dieser Ethik legte er in der polemischen Streitschrift gegen die orthodoxe lutherische Offenbarungstheologie, Eris Scandica – Schwedische Händel, die vor allem von der Auseinandersetzung mit dem Neothomisten Valentin Alberti lebt. Den neuzeitlichen Autonomiegedanken u. a. hatte Pufendorf aber auch mit Rekurs auf antikes Vorstellungsmaterial (z. B. Cicero, Seneca, Maximus Tyrius) weiterentwickelt. Dabei vertiefte er das Naturverständnis der Antike in Richtung einer theistischen Letztbegründung. Die Selbstgesetzgebung der Freiheit findet dadurch zu ihrer humanen Form und kann sich als actio humana in die kreative Weltgestaltung einbringen. Pufendorf kann somit als Wegbereiter eines moralischen Idealismus im Stile Immanuel Kants gelten, der, angesichts des natürlichen Handlungsspielraums in der Welt, vor der Frage nach Gott als Frage nach unverlierbarem Glück nicht zurückschreckt.
Zu großer und schon zeitgenössischer Bekanntheit brachte es außerdem seine Charakterisierung der Verfassung des Heiligen Römischen Reichs als eines „irregulären und einem Monstrum ähnlichen Körpers“ (irregulare aliquod corpus et monstro simile). Dieses Urteil, zu dem er in einer großen Studie über den Zustand des Reiches kommt (De statu imperii Germanici von 1667), machte ihn rasch zum bedeutendsten, aber auch umstrittensten Denker der Reichspublizistik, obgleich er seine nur außerhalb des Universitätsbetriebes gefertigte Reichsverfassungsschrift zu Lebzeiten nur unter Pseudonym (Severinus de Monzambano) veröffentlicht hatte. Zur Einschätzung der Reichsverfassung als „irregulär“ und „monströs“ gelangte er auf Grund der Erkenntnis, dass das Reich weder einer der aristotelischen Staatsformen zuzuordnen ist noch den Begrifflichkeiten der Souveränitätsthese gerecht wird. Obwohl sein Urteil infolgedessen gar nicht wertend verstanden werden muss, lieferte es bis in das 20. Jahrhundert hinein eine Grundlage dafür, das Alte Reich etwa als „Unstaat“ und als Hemmschuh der deutschen Nation anzusehen (insbesondere Heinrich von Treitschke vertrat diese Ansicht).
Im Eherecht wurde er über die in De iure naturae et gentium libri octo ausformulierte und mit zahlreichen Beispielen belegte Theorie von der Ehe als Vertrag zwischen zwei bis zum Vertragsschluss mit gleichen Rechten ausgestatteten Individuen zu einem Wegbereiter der Gleichberechtigung. Diese 1672 publizierte Schrift zum Natur- und Völkerrecht setzte vornehmlich von Grotius bereits entworfenes Zivilrecht fort, das er allerdings systematisierte und in von jenem nicht bearbeiteten Bereichen ergänzte. 1673 folgte sein Werk De officio hominis et civis prout ipsi praescribuntur lege naturali. Beide Werke zusammen gelten als Begründungsarbeiten der Vernunftrechtslehre. Viele spätere Naturrechtler wie Christian Thomasius, Christian Wolff und Karl Anton von Martini bauen mehr oder weniger deutlich auf den Gedanken Pufendorfs zum ehelichen Verhältnis der Geschlechter auf.

## Zitate (übersetzt)
„Es bleibt uns also nichts anderes übrig, als das Deutsche Reich, wenn man es nach den Regeln der Wissenschaft von der Politik klassifizieren will, einen irregulären und einem Monstrum ähnlichen Körper zu nennen, der sich im Laufe der Zeit durch die fahrlässige Gefälligkeit der Kaiser, durch den Ehrgeiz der Fürsten und durch die Machenschaften der Geistlichen aus einer regulären Monarchie zu einer so disharmonischen Staatsform entwickelt hat, dass es nicht mehr eine beschränkte Monarchie, wenngleich der äußere Schein dafür spricht, aber noch nicht eine Föderation mehrerer Staaten ist, vielmehr ein Mittelding zwischen beiden.“

„Der Mensch ist von höchster Würde, weil er eine Seele hat, die ausgezeichnet ist durch das Licht des Verstandes, durch die Fähigkeit, die Dinge zu beurteilen und sich frei zu entscheiden, und die sich in vielen Künsten auskennt.“

## Andenken
In Berlin-Friedrichshain, Leipzig-Leutzsch, Grimma und Flöha sind Straßen nach Samuel von Pufendorf benannt.
In seinem Geburtsort Dorfchemnitz ist zu seinem Gedenken die Grundschule nach ihm benannt.
In der Heimat seiner Kinder, Flöha, ist das Gymnasium nach ihm benannt.
Der Augustiner-Verein, der Förderverein für das Gymnasium St. Augustin in Grimma, verleiht zu Ehren des einstigen Schülers der Fürstenschule Grimma und im direkten Zusammenhang mit seinen Vereinszielen jährlich den Samuel-von-Pufendorf-Preis.
Seit 2014 gibt es eine „Samuel Pufendorf Gesellschaft für politische Ökonomie“ mit Sitz in Berlin, die sich der Modern Monetary Theory verschrieben hat.
Die Universität Lund hat 2008 ein Institut geschaffen, das nach Samuel von Pufendorf benannt wurde (Pufendorf Institute of Advanced Studies). Das Institut soll ein kreatives Forum, ein Inkubator für neue Ideen und ein Sprungbrett für neue Forschungsinitiativen sein.

## Werke (Auswahl)
- De iure naturae et gentium libri octo. 1672, deutsch: Acht Bücher vom Natur- und Völcker-Rechte / mit des … Johann Nicolai Hertii, Johann Barbeyrac u. a. hochgelehrten Männern außerlesenen Anm. erl. u. in die teutsche Sprach übers. Knochen, Franckfurt a. M. 1711 (Nachdruck: Olms, Hildesheim 2001) urn:nbn:de:hbz:061:1-5824 bei der Universitäts- und Landesbibliothek Düsseldorf.
- De officio hominis et civis prout ipsi praescribuntur lege naturali. 1673 (Nachdruck: Hein, Buffalo NY 1995).[25]
  - Deutsch: Über die Pflicht des Menschen und des Bürgers nach dem Gesetz der Natur. Hrsg., Übers. Klaus Luig, Insel, Frankfurt am Main 1994, ISBN 978-3-458-16652-8.
  - On the duty of man and citizen according to natural law. Übers. Michael Silverthorne, Cambridge Texts in the History of Political Thought. Hrsg. James Tully. Cambridge University Press, 1991. Japanische Ausgabe 2003.
- De statu imperii Germanici ad Laelium fratrem, dominum Trezolani, liber unus. Genf (Den Haag) 1667 (veröffentlicht unter dem Pseudonym „Severinus de Monzambano Veronensis“).
  - Deutsche Übersetzung „durch einen liebhaber der Sachen“, s. l. 1667 Digitalisat und Volltext im Deutschen Textarchiv.
  - Deutsche Übersetzung von Harry Bresslau, L. Heimann, Berlin 1870: Ueber die Verfassung des deutschen Reiches bei Wikisource.
  - Deutsche Übersetzung von Horst Denzer, Insel Verlag, Frankfurt am Main und Leipzig 1994 (= Bibliothek des deutschen Staatsdenkens, Band 4).
- Elementorum Iurisprudentiae Universalis Libri Duo. Jena 1660 (Nachdruck: Hein, Buffalo NY 1995).
- Einleitung zu der Historie der vornehmsten Reiche und Staaten, so itziger Zeit in Europa sich befinden. Frankfurt am Main 1683 (Digitalisat der BSB).
- Commentariorum De Rebus Suecicis ab Expeditione Gustavi Adolphi in Germaniam ad Abdicationem usque Christinae. 1686.
- Über die Natur und Eigenschaft der christlichen Religion und Kirche in Ansehung des bürgerlichen Lebens und Staats. 1687.
- Einleitung zur Sitten- und Stats-Lehre. Übersetzt durch Immanuel Weber. Gleditsch, Leipzig 1691. Digitalisat und Volltext im Deutschen Textarchiv
- De Rebus Gestis Friderici Wilhelmi Magni Electoris Brandenburgici Commentariorum Libri Novendecim. Postum 1695. (Digitalisat der BSB)
- De rebus a Carolo Gustavo Sueciae rege gestis commentariorum. Nürnberg 1696 (books.google.de).
- Sieben Bücher von denen Thaten Carl Gustavs Königs in Schweden. Mit vortrefflichen Kupffern ausgezieret und mit nöthigen Registern versehen … Riegel, Nürnberg, postum 1697.
- Schwedisch und Deutsche Kriegs-Geschichte, Von König Gustav Adolfs Feldzuge in Deutschland an, biß zur Abdanckung Der Königin Christina. Darinn zugleich beschrieben wird, Was die Cron Schweden selbige Zeit über mit andern Staaten von Europa zu thun gehabt; Nebst dem Osnabrügischen und Münsterischen Friedens-Schluße, Wie auch einem doppelten Register Der Sachen und Nahmen tapferer Leute und Familien, so in dieser Historie vorkommen. Band 1. archive.org

## Literatur

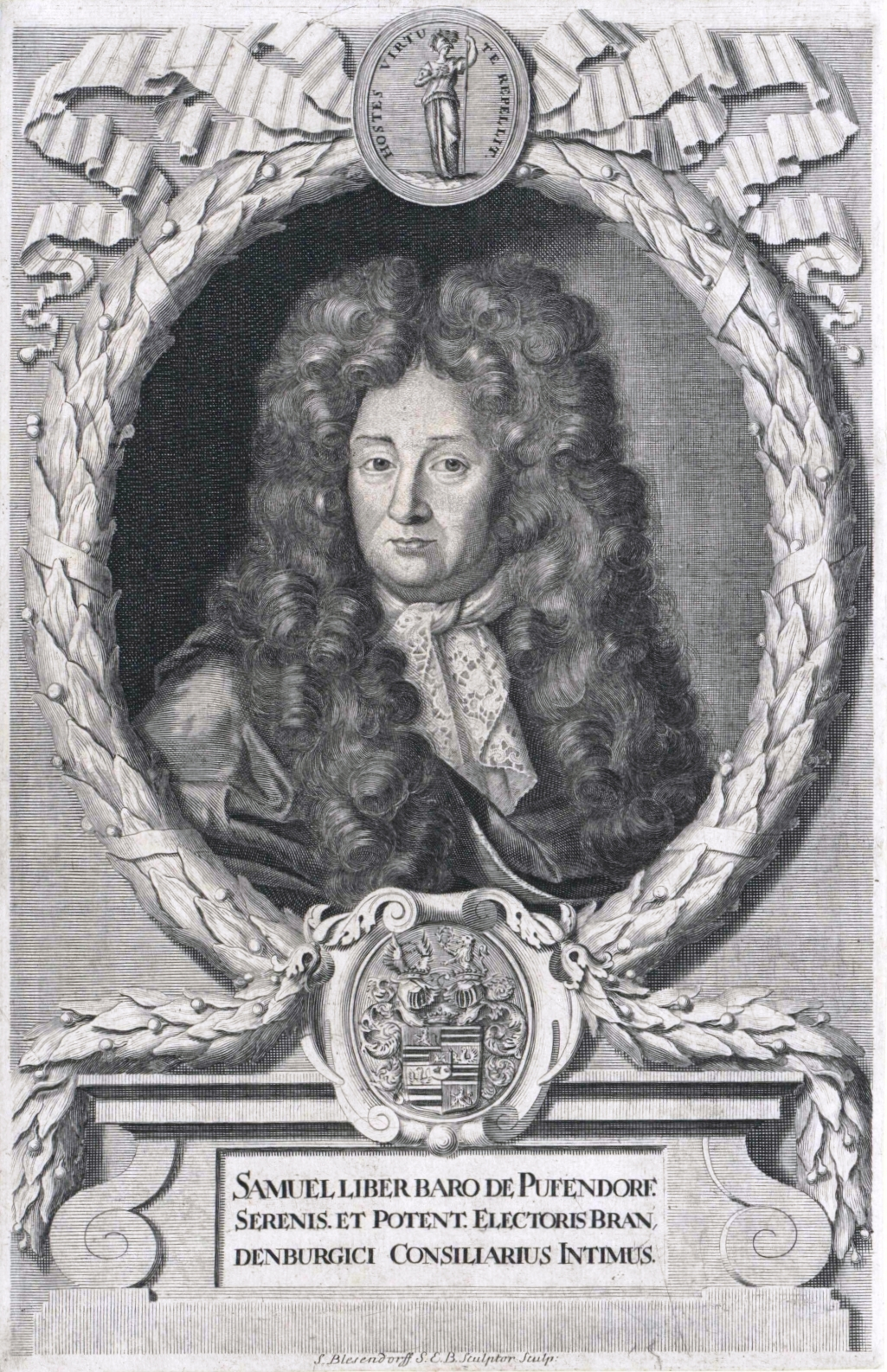
Samuel Pufendorf, Stich von Samuel Blesendorf